# Pandolfo da Polenta
Pandolfo da Polenta (... – Cervia, 1347) è stato un politico italiano.

Stemma dei da Polenta

Pandolfo da Polenta (morto nel 1347) è stato per un breve periodo di tempo il signore in comune di Ravenna e Cervia dal 1346 fino alla sua morte.
Era il figlio di Ostasio I da Polenta. Nel 1346 ereditò le signorie di famiglia insieme ai fratelli Bernardino I e Lamberto II. Bernardino, tuttavia, imprigionò sia Pandolfo che Lamberto a Cervia dopo un anno, dove morirono di fame.